# Bockwindmühle Bamme

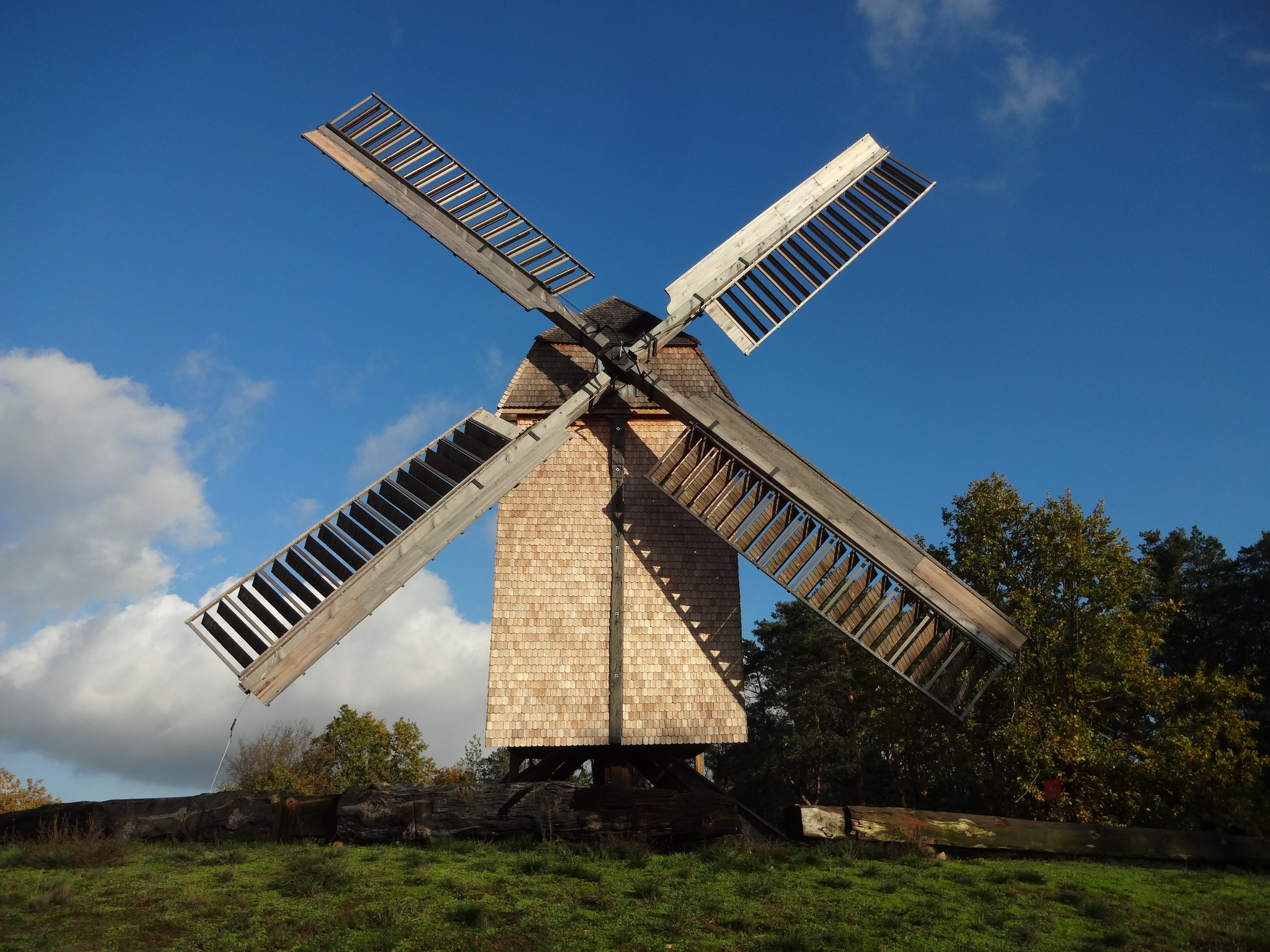
Bockwindmühle in Bamme (2019)

Die Bockwindmühle Bamme ist eine denkmalgeschützte Bockwindmühle in Bamme, Ortsteil der Gemeinde Nennhausen im brandenburgischen Landkreis Havelland. Die im Jahr 1334 erstmals urkundlich erwähnte Windmühle ist eine der ältesten noch erhaltenen Windmühlen in Brandenburg.

## Lage und Geschichte

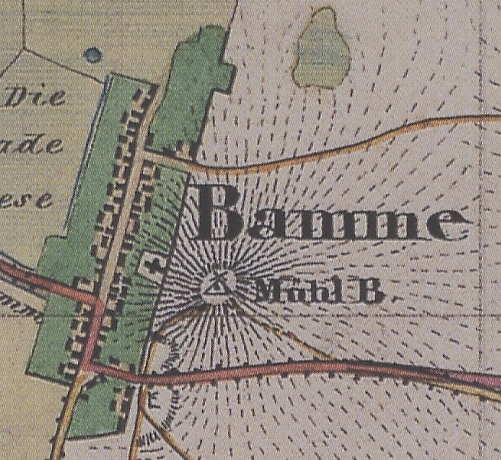
Bamme mit Windmühle – Ausschnitt Urmesstischblatt von 1840

Die Bockwindmühle befindet sich auf dem Mühlenberg, oberhalb des Dorfkerns von Bamme. Sie wurde im Jahr 1334 erstmals urkundlich erwähnt und ist auch im Landbuch Karls IV. von 1375 verzeichnet. Im Jahr 1569 wurde die Mühle durch den Mühlenbauer Joachim Glasern grundlegend neu aufgebaut. Darauf deutete eine inzwischen verlorene Inschrift des Erbauers hin, die lautete: „Diese Mln. ist gebawt 1569 von Joachim Glasern. Got ist mein Trost.“ Im Jahr 1701 wurde die Mühle, einer weiteren Inschrift zufolge, durch den Mühlenbauer Jacob Leuwe umgebaut. Reparaturarbeiten erfolgten unter anderem in den Jahren 1747 und 1833.
Nachdem die Mühle schon einige Jahre lang elektrisch betrieben wurde, wurde der Betrieb 1931 eingestellt und die Mühle an den Rathenower Heimat- und Museumsverein übergeben. Im Jahr 1988 fanden weitere umfangreiche Reparaturarbeiten statt. Durch den Orkan Kyrill am 18. und 19. Januar 2007, der das öffentliche Leben in weiten Teilen Europas beeinträchtigte und in Böen Windgeschwindigkeiten bis zu 225 km/h erreichte, entstanden erhebliche Schäden an der Mühle. Unter anderem wurden die Flügel der Mühle zerstört.
Im Jahr 2017 begannen umfangreiche Instandsetzungsarbeiten. Es galt der Grundsatz, möglichst viele historische Bauteile zu erhalten. Dennoch mussten mehrere marode Balken ausgetauscht werden. Der Mehlbalken wurde durch einen neu angefertigten, 4,50 Meter langen Eichenbalken aus einer rund 280 Jahre alten Eiche aus dem Rathenower Stadtwald ersetzt. Auch der Mühlenkasten wurde abgebaut und grundlegend erneuert. Die Mühle erhielt zudem vier neue Mühlenflügel aus Lärchenholz. Das Kammrad konnte durch die Erneuerung der Kammzähne erhalten werden. Im Dezember 2018 konnte die Mühle nach rund fünfzehn Monaten Bauzeit feierlich übergeben werden. Insgesamt wurden rund 285.000 Euro in die Instandsetzung investiert, davon stammten rund 195.000 Euro aus Fördermitteln des Landes Brandenburg, 60.000 Euro aus Eigenmitteln der Gemeinde Nennhausen und 30.000 Euro aus den Geldmitteln des Fördervereins der Mühle.